# サルバ・ルイス
サルバドル・"サルバ"・ルイス・ロドリゲス（Salvador "Salva" Ruiz Rodríguez、1995年5月17日 - ）は、スペイン・バレンシア州アルバル出身のサッカー選手。ポジションはDF。